# Diecezja Shinyanga
Diecezja Shinyanga – diecezja rzymskokatolicka  w Tanzanii. Powstała w 1950 jako wikariat apostolski Maswa. Diecezja od 1953, pod obecną nazwą od 1956.

## Biskupi diecezjalni
- Joseph Blomjous, † (1950 – 1953)
- Edward Aloysius McGurkin, † (1956 – 1975)
- Castor Sekwa † (1975 – 1996)
- Aloysius Balina † (1997 – 2012)
- Liberatus Sangu (od 2015)